# Fenômeno viral
Fenômeno viral é um termo que se refere a objetos ou padrões que são capazes de se replicar ou converter outros objetos em cópias de si mesmos quando esses objetos são expostos a eles. Analogamente à forma como os vírus se propagam, o termo viral é utilizado para descrever um vídeo, imagem ou conteúdo escrito que se dissemina rapidamente entre os usuários da Internet tão rapidamente. Este conceito é frequentemente utilizado para descrever a forma como ideias, informações e tendências se espalham entre as pessoas.
O rápido crescimento das redes sociais tem impulsionado a popularidade da mídia viral. audiências são descritas metaforicamente como portadoras passivas que experimentam "infecção" e "contaminação", em vez de desempenhar um papel ativo na disseminação do conteúdo, o que faz com que o conteúdo "se torne viral". A mídia espalhável se refere ao potencial do conteúdo de se tornar viral, enquanto o termo mídia viral se refere a conteúdos que já se tornaram virais. Memes são um exemplo conhecido de padrões virais informativos.